# Skoke
Skoke (německy: Skoggen) je část občiny Miklavž na Dravskem polju v Podrávském regionu ve Slovinsku. Rozkládá se v historickém regionu Dolní Štýrsko. Je to sídlo typu vesnice.

## Geografie
Skoke se nachází v nadmořské výšce 259 m n. m. Vesnice při jihozápadním okraji sousedí s Letištěm Maribor.

## Obyvatelstvo
V roce 2002 žilo ve vsi Skoke 812 obyvatel na ploše 169 ha.

## Náboženství
Na návsi se nacházejí boží muka z poloviny 19. století.